# Jeanne Stunyo
Jeanne Stunyo (n. 11 aprilie 1936, Gary, Indiana, SUA) este o săritoare în apă ce a reprezentat Statele Unite ale Americii, medaliată olimpică. A participat la o ediție a Jocurilor Olimpice (1956) în care a câștigat o medalie de argint.

## Participări
Lista de mai jos prezintă principalele competiții la care a participat Jeanne Stunyo de-a lungul carierei.
- diving at the 1956 Summer Olympics – women's 3 metre springboard[*]